# 云和少穗竹
云和少穗竹（学名：Oligostachyum lanceolatum）为禾本科少穗竹屬下的一个种。